# L'Enfant de la nuit (nouvelle)
Pour les articles homonymes, voir L'Enfant de la nuit.
L'Enfant de la nuit (titre original : The Night-Born) est une nouvelle américaine de Jack London publiée à Londres en 1911.

## Historique
La nouvelle est publiée initialement dans le Everybody’s Magazine (en), en juillet 1911, avant d'être reprise dans le recueil The Night-Born en  octobre 1912.

## Éditions

### Éditions en anglais
- The Night-Born, dans Everybody’s Magazine (en), périodique, juillet 1911.
- The Night-Born, dans le recueil The Night-Born, un volume chez The Century Co, New York, octobre 1912.

### Traductions en français
- L'Enfant de la nuit, traduction de Louis Postif, in L’Appel de la forêt et autres histoires du pays de l’or, 10/18 , 1973.

## Sources
- http://www.jack-london.fr/bibliographie